# La Calomnie d'Apelle (Botticelli)
Pour les articles homonymes, voir La Calomnie d'Apelle.
La Calomnie ou La Calomnie d'Apelle (en italien : La Calunnia di Apelle) est un tableau de Sandro Botticelli peint aux alentours de 1495, probablement pour Antonio Segni, un banquier florentin. Cette œuvre d'art, réservée à un public d'esthètes initiés lors de sa conception, est conservée à Florence, dans la galerie des Offices.
Cette peinture dont le sujet est la calomnie, est une allégorie. Les allusions mythologiques sont nombreuses : sur les frises dorées, sur les statues antiques, et bien sûr, par les personnages eux-mêmes. Contrairement à ce que l'on pourrait croire le personnage ici calomnié n'est pas Apelle de Cos (le peintre grec auteur de La Calomnie) mais est comme tous les autres personnages une allégorie.

## Historique de l'œuvre
L’historique de l’œuvre reste assez trouble et il existe plusieurs hypothèses concernant la raison pour laquelle Botticelli aurait peint ce tableau.
La première est que Botticelli aurait conçu cette œuvre pour lui-même, pour dénoncer un épisode de calomnie dans lequel il aurait été lui-même impliqué. D’une part, selon Lightbown, il aurait été dès 1490 accusé de relations homosexuelles et de sodomie. D’autre part, dans le contexte savonarolien, il se peut que ce soit son art qu’il ait cherché à défendre, traité de peintre païen et de mécréant du fait de son attachement à la culture antique qui nuirait à sa foi dans le Christ.
La seconde hypothèse est que Botticelli aurait offert l’œuvre à son ami Antonio Segni, d’après les dires de Vasari. Il se peut que Botticelli ait voulu faire référence aux vicissitudes que son ami aurait connues dans le passé. Mais surtout, la personnalité du destinataire de l’œuvre ajoute un argument supplémentaire en faveur d’un plaidoyer anti-savonarolien. Banquier à Florence puis à Rome, Antonio Segni était devenu grand argentier d’Alexandre VI Borgia. Le 26 septembre 1497, il fut nommé par le Pape à la tête de la Monnaie pontificale. Le fait de donner un tel tableau à un ministre d’Alexandre VI apparait comme un message de défense destiné à prendre à témoin les autorités pontificales elles-mêmes. Botticelli voulait que le Pape sache que les accusations d’impiété que lui adressaient les piagnoni, les adeptes de Savonarole, étaient infondées : son art, certes riche de références antiques, n’était pas pour autant hostile à la foi chrétienne.
La troisième hypothèse est qu’il semblerait que la Calomnie fut conçu au lendemain du bannissement définitif des Médicis de Florence, dans un climat propice aux délations et aux dénonciations des partisans de cette maison. Meltzoff a avancé l’hypothèse que l’œuvre était à l’origine destinée à Pierre II de Médicis, pour défendre la peinture et la poésie, des arts intimement liés et diffamés par Savonarole. Dans ce cas, le tableau aurait été offert dans un second temps à Antonio Segni.
Le tableau est passé ensuite aux Offices en 1704, puis aux Archives secrètes de Pitti, avant de revenir définitivement à la galerie en 1773.

## Description des personnages
De gauche à droite, on observe :
- En retrait :
  - Une jeune femme nue, pointant le doigt au ciel ;
  - Une vieille femme en toge noire, la toisant, et avançant ses deux poignets croisés vers l'homme à terre.
- Dans la cour de justice :
  - Un homme à terre vêtu seulement d'un pagne, les mains en prière ;
  - Une femme richement vêtue, tenant une torche et tirant le précédent par les cheveux ;
  - Deux femmes la coiffant ;
  - Un homme en guenilles, raidi, son bras tout droit vers le visage de l'homme de l'autel, son autre bras tenant le poignet de la femme richement vêtue.
- Sur l'autel :
  - Un homme au visage accablé, les yeux fermés, assis sur le trône ; en observant bien le détail, ses oreilles d'âne apparaissent : c'est un mauvais juge ;
  - Deux femmes lui susurrant des mots aux oreilles, de part et d'autre.

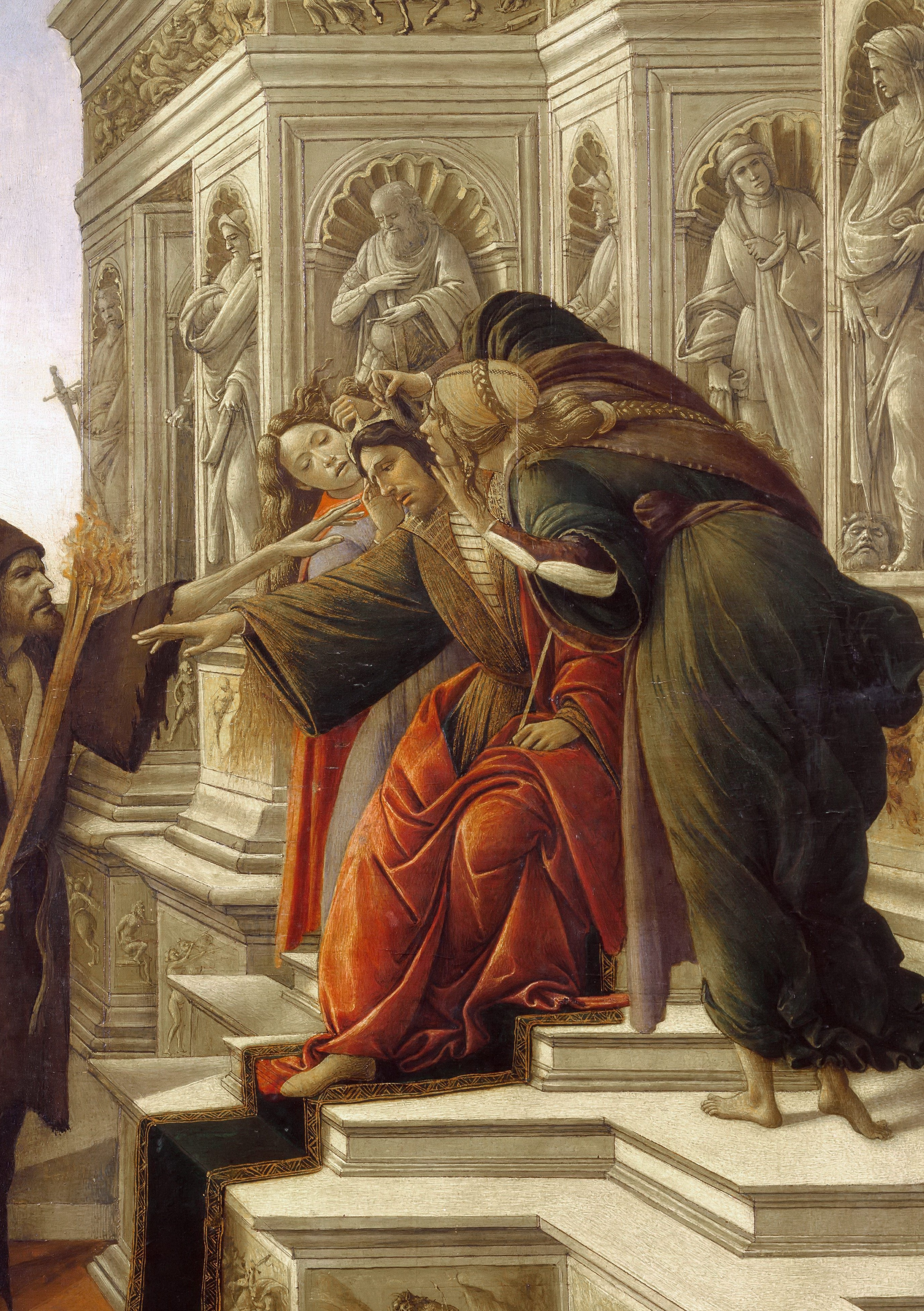
Détail du juge influencé.
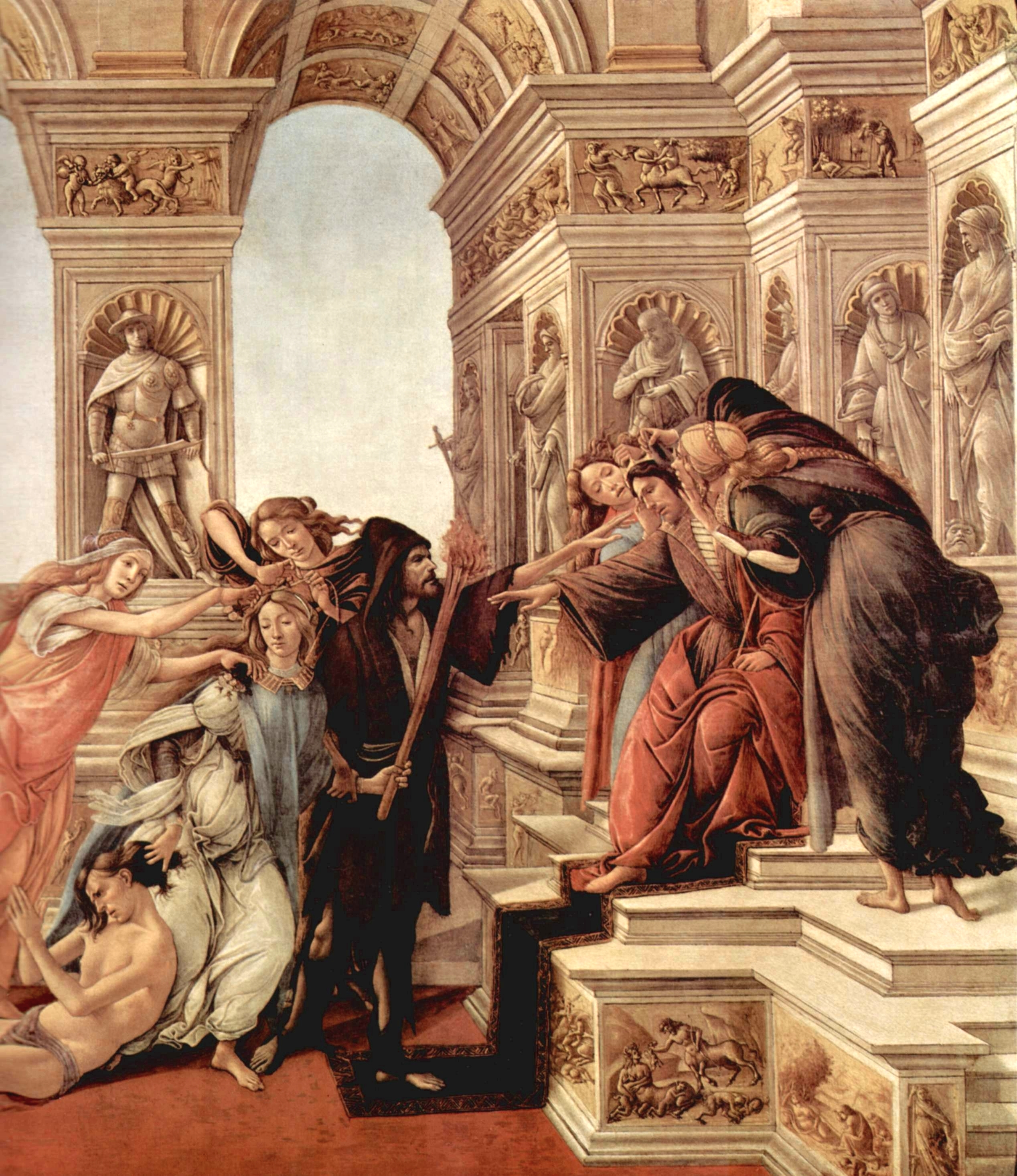
Détail de La Calomnie.
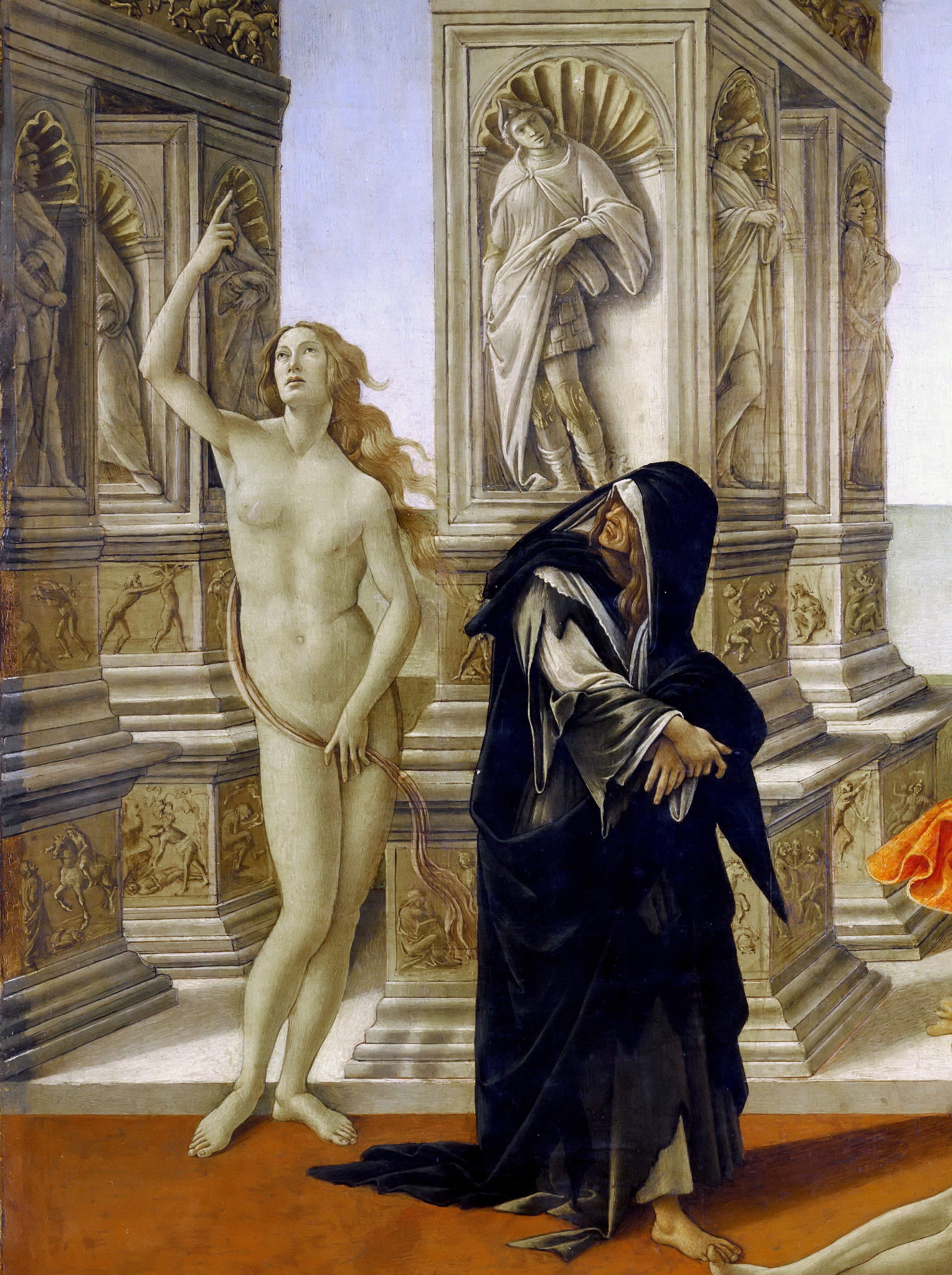
Détail des personnages en retrait.

## Analyse du tableau
Son titre provient de la description d'un tableau d'Apelle de Cos qui a vécu au IVe siècle av. J.-C. qui est perdu mais dont il subsiste une description faite par Lucien de Samosate.

### Identification des personnages
La peinture comprend neuf figures allégoriques parmi les personnages de l'avant-scène. Leur identification reste du domaine de l'interprétation, les allégories étant toutes des abstractions personnifiées renvoyant à des idées.
- En retrait :
  - une jeune femme : la Vénus invoque la Vérité céleste ;
  - une vieille femme en toge : représente la Pénitence, ou le Remords[2].
- Dans la cour de justice :
  - un homme à terre : le Calomnié ;
  - une femme richement vêtue : la Calomnie ;
  - deux femmes la coiffant : 
    - la Séduction et la Fourberie, maquillent la Calomnie pour l'apprêter,
    - autre interprétation : le Piège et la Fraude[2] ;

  - un homme en guenilles : la Haine vindicative, ou l'Envie[2].
- Sur l'autel :
  - un homme au visage accablé : le roi Midas influencé ;
  - deux femmes lui susurrant des mots :
    - le Soupçon,
    - la Duperie ou l'Ignorance[2].

### Identification des statues
En arrière-plan figurent des statues posées dans des alcôves.
- Statue à l'extrême droite, derrière Midas : Judith avec la tête d'Holopherne, tranchée à ses pieds (thème : Judith et Holopherne) ;
- Statue au-dessus de la Calomnie : David, ou Thésée ;
- Autres statues : Jupiter et Antiope ; Minerve et la tête de Méduse[2].

### Identification des frises dorées
Les murs de la cour de Justice sont couverts de bas reliefs de métal précieux.
- Frise au-dessus de la Vérité : combats de centaures ou centauromachie ;
- Frise au-dessus de la Pénitence : rencontre d'Ariane et de Bacchus ;
- Frise en dessous de Midas : la famille des centaures[2].

### Évolution de la Vénus de Botticelli
Apelle, peintre de l'Antiquité, attira Sandro Botticelli par ses œuvres sur le thème de la Vénus sortie des eaux, étudié énormément par le peintre de la Renaissance. On retrouve d'ailleurs Vénus en tant que personnage le plus à gauche de la Calomnie, sous la forme de la Vérité nue, invoquant le jugement du Ciel par son doigt levé.
Botticelli en vient donc à conter un épisode supposé de la vie d'Apelle, l’histoire d’un rejet de la part de ses pairs. Il est fortement probable que le message qu'il voulut donner s'adressait à ses contemporains, et s'appliquait à son époque.
Illustrant cette dureté, la Vénus a perdu ses formes et belles rondeurs dont Sandro l'avait dotée lors de sa naissance. Cette évolution, peut-être indépendante du reste du tableau, est vraisemblablement le résultat de l’influence de Savonarole sur le peintre, qui alla jusque mettre au pilori certaines peintures de sa période précédente pour mieux se mettre en accord avec ses nouveaux credos.

## Postérité
Le tableau fait partie du musée imaginaire de l'historien français Paul Veyne, qui le décrit dans son ouvrage justement intitulé Mon musée imaginaire.